# 指宿郵便局
指宿郵便局（いぶすきゆうびんきょく）は鹿児島県指宿市大牟礼三丁目にある郵便局。民営化前の分類では集配普通郵便局であった。

## 概要
住所：〒891-0499 鹿児島県指宿市大牟礼3-20-6
民営化直前の集配業務再編において、多くの集配普通郵便局は統括センターとなったが、当局は配達センターとされたため、民営化後も郵便事業株式会社の支店は併設されず、集配センターが併設された。

## 沿革
- 1902年（明治35年）11月16日 - 指宿湊（いぶすきみなと）郵便受取所として開設[1]。
- 1903年（明治36年）11月1日 - 指宿湊郵便電信受取所となる。
- 1905年（明治38年）4月1日 - 指宿湊郵便局となる。
- 1957年（昭和32年）4月1日 - 電話通話および電話受付事務を除く電気通信業務の取扱を、指宿電報電話局に移管[2]。
- 1960年（昭和35年）10月1日 - 特定郵便局から普通郵便局に局種別改定するとともに、指宿郵便局に改称[3]。
- 1998年（平成10年）9月1日 - 外国通貨の両替および旅行小切手の売買に関する業務取扱を開始。
- 2007年（平成19年）10月1日 - 民営化に伴い、併設された郵便事業鹿児島南支店指宿集配センターに一部業務を移管。
- 2012年（平成24年）10月1日 - 日本郵便株式会社発足に伴い、郵便事業鹿児島南支店指宿集配センターを指宿郵便局に統合。

## 取扱内容
- 郵便、印紙、ゆうパック、内容証明
- 貯金、為替、振替、振込、国際送金、国債、投資信託
- 生命保険、バイク自賠責保険、自動車保険
- ゆうちょ銀行ATM
- 「899-04xx」区域（指宿市の一部）の集配業務

## 周辺
- 指宿温泉
- 指宿税務署
- 国道226号

## アクセス
- JR指宿枕崎線 指宿駅から北へ約800m（徒歩約9分）
- 指宿市循環バス（イッシーバス） 郵便局前停留所下車
- 駐車場あり：14台